# بانو یا ببر؟

"بانو یا ببر؟" عنوان داستان مجموعه دوازده داستانی فرانک آر استاکتون در سال 1884 بود که توسط اسکریبنر منتشر شد.

بانو یا ببر؟ (به انگلیسی: The Lady, or the Tiger?)، داستان کوتاهی‌ست که توسط فرانک.آر استاکتون در سال ۱۸۸۲ نوشته شد.

## خلاصه داستان
داستان درباره‌ی جوان شجاعی‌ست که با دختر پادشاه، رابطه‌ای عاشقانه دارد. پادشاه این جوان را زندانی و به حکمی عجیب، محکوم می‌کند. به‌دستور پادشاه، جوان را درمقابل دو در قرار می‌دهند و او باید یکی را انتخاب و باز کند. در پشت یک در بانویی است که شاهزاده‌خانم از او متنفر است و اگر آن در را باز کرد، باید با او ازدواج کند و در پشت در دیگر، ببری گرسنه قرار داد.